# Гэйл Патрик
Гэйл Патрик (англ. Gail Patrick, урождённая Маргарет ЛаВелль Фитцпатрик (англ. Margaret LaVelle Fitzpatrick), 20 июня 1911 — 6 июля 1980) — американская актриса.

## Биография
Маргарет ЛаВелль Фитцпатрик родилась в Бирмингеме, штат Алабама, в 1911 году. После окончания колледжа она поступила в Университет Алабамы, и в то же время приняла участие в общенациональном отборе на студии «Paramount Pictures», что в итоге и привело её в кино. Её дебют состоялся в 1933 году, а настоящего успеха она добилась к концу десятилетия, благодаря ролям роковых женщин, интриганток и злодеек в оппозиции главных героинь. Наиболее яркими стали её роли в картинах «Мой слуга Годфри» (1936), «Дверь на сцену» (1937) и «Моя любимая супруга» (1940).
В 1948 году, после третьего замужества, Патрик оставила съёмки в кино. В 1957 году, вместе с мужем Корнуэллом Джексоном стала продюсером популярного сериала «Перри Мейсон», выходившего на экраны по 1966 год. Актриса умерла в Лос-Анджелесе от лейкемии в возрасте 69 лет.

## Фильмография
- 1933 — / Murders in the Zoo
- 1933 — / To the Last Man
- 1934 — Колёса фургона / Wagon Wheels
- 1935 — Румба / Rumba
- 1935 — Миссисипи / Mississippi
- 1935 — Только без дам / No More Ladies
- 1935 — Возвращение Одинокого волка / The Lone Wolf Returns
- 1936 — / Two in the Dark
- 1936 — / The Preview Murder Mystery
- 1936 — Мой слуга Годфри / My Man Godfrey
- 1937 — Дверь на сцену / Stage Door
- 1938 — / King of Alcatraz
- 1938 — Без ума от музыки / Mad About Music
- 1938 — Опасное знание / Dangerous to Know
- 1938 — Жёны под подозрением / Wives Under Suspicion
- 1939 — / Disbarred
- 1939 — / Man of Conquest
- 1939 — / Reno
- 1940 — / The Doctor Takes a Wife
- 1940 — Моя любимая супруга / My Favorite Wife — Бьянка
- 1941 — / Love Crazy
- 1941 — / Kathleen
- 1942 — Тихо, пожалуйста: убийство / Quiet Please, Murder — Майра Блэнди
- 1942 — / Hit Parade of 1943
- 1943 — / Women in Bondage
- 1944 — / Up in Mabel’s Room
- 1945 — / Brewster’s Millions
- 1945 — / Twice Blessed
- 1946 — / Rendezvous with Annie
- 1947 — / Calendar Girl